# National Professional Soccer League
- siehe auch National Professional Soccer League (1967), professionelle Fußballliga der USA von 1967

Die National Professional Soccer League war eine professionelle Hallenfußballliga in den Vereinigten Staaten und Kanada. Sie wurde 1984 als American Indoor Soccer Association gegründet, 1990 wurde der Name schließlich in National Professional Soccer League geändert. Im Sommer 2001 stellte die Liga den Spielbetrieb aufgrund von finanziellen Problemen ein, die sechs verbliebenen Teams gründeten anschließend die Major Indoor Soccer League, die später zusätzlich drei Teams aus der World Indoor Soccer League aufnahm.
Ab 1989 hatte die NPSL ein besonderes Punktesystem für Tore. Abhängig von der Entfernung, aus der ein Treffer erzielt wurde, wurden einem Team ein, zwei oder drei Punkte gutgeschrieben. Powerplaytore waren einen Punkt Wert, ebenso wie Treffer, die im Shootout erzielt wurden.
Bereits 1967 wurde eine Liga mit dem Namen National Professional Soccer League gegründet, diese schloss sich allerdings schon nach nur einer Spielzeit mit der United Soccer Association zur North American Soccer League zusammen.

## Teams
- Baltimore Blast (1992–2001, bis 1998 Baltimore Spirit)
- Buffalo Blizzard (1992–2001)
- Chicago Shoccers (1984–1987, bis 1985  Chicago Vultures)
- Cincinnati Silverbacks (1987–1998, bis 1995 Dayton Dynamo)
- Cleveland Crunch (1992–2001)
- Columbus Capitals (1984–1986)
- Columbus Invaders (1984–1997, bis 1996 Canton Invaders, 1997 Zusammenschluss mit den Montreal Impact)
- Denver Thunder (1990–1993, bis 1992 Illinois Thunder)
- Detroit Rockers (1990–2001)
- Edmonton Drillers (1988–2001, bis 1996 Chicago Power)
- Florida ThunderCats (1998/99)
- Fort Wayne Flames (1986/87)
- Harrisburg Heat (1991–2001)
- Hershey Impact (1988–1991)
- Indiana Kick (1989/90)
- Jacksonville Generals (1988)
- Kalamazoo Kangaroos (1984–1986)
- Kansas City Attack (1989–2001, bis 1991 Atlanta Attack)
- Louisville Thunder (1984–1987)
- Memphis Rogues (1986–1990, bis 1989 Memphis Storm)
- Milwaukee Wave (1984–2001)
- Montreal Impact (1997–2000)
- New York Kick (1990/91)
- Philadelphia KiXX (1996–2001)
- St. Louis Ambush (1991–2000, bis 1992 Tulsa Ambush)
- Tampa Bay Rowdies (1986/87)
- Tampa Bay Terror (1995–1997)
- Toledo Pride (1986/87)
- Toronto Shooting Stars (1996/97)
- Toronto ThunderHawks (2000/01)
- Wichita Wings (1992–2001)

## Meisterschaften
Der Meister wurde nach Ablauf der regulären Saison in einer Play-off-Runde ausgespielt. Von 1984 bis 1987, von 1988 bis 1994 sowie von 1998 bis 2001 wurde die Finalserie im Modus „Best-of-Five“ ausgetragen, der Meister der Saison 1987/88 wurde in einem sogenannten „Challenge Cup“ ermittelt. Von 1994 bis 1998 wurde eine Best-of-Seven-Serie gespielt.
| Saison  | Meister            | Finalist           | Ergebnis      |
| ------- | ------------------ | ------------------ | ------------- |
| 1984/85 | Canton Invaders    | Louisville Thunder | 3–1           |
| 1985/86 | Canton Invaders    | Louisville Thunder | 3–0           |
| 1986/87 | Louisville Thunder | Canton Invaders    | 3–2           |
| 1987/88 | Canton Invaders    | Ft. Wayne Flames   | Challenge Cup |
| 1988/89 | Canton Invaders    | Chicago Power      | 3–2           |
| 1989/90 | Canton Invaders    | Dayton Dynamo      | 3–1           |
| 1990/91 | Chicago Power      | Dayton Dynamo      | 3–0           |
| 1991/92 | Detroit Rockers    | Canton Invaders    | 3–2           |
| 1992/93 | Kansas City Attack | Cleveland Crunch   | 3–2           |
| 1993/94 | Cleveland Crunch   | St. Louis Ambush   | 3–1           |
| 1994/95 | St. Louis Ambush   | Harrisburg Heat    | 4–0           |
| 1995/96 | Cleveland Crunch   | Kansas City Attack | 4–2           |
| 1996/97 | Kansas City Attack | Cleveland Crunch   | 4–0           |
| 1997/98 | Milwaukee Wave     | St. Louis Ambush   | 4–1           |
| 1998/99 | Cleveland Crunch   | St. Louis Ambush   | 3–2           |
| 1999/00 | Milwaukee Wave     | Cleveland Crunch   | 3–2           |
| 2000/01 | Milwaukee Wave     | Philadelphia KiXX  | 3–0           |

## Meisterschaften nach Teams
| Titel | Team               | Jahr                         |
| ----- | ------------------ | ---------------------------- |
| 5     | Canton Invaders    | 1985, 1986, 1988, 1989, 1990 |
| 3     | Cleveland Crunch   | 1994, 1996, 1999             |
| 3     | Milwaukee Wave     | 1998, 2000, 2001             |
| 2     | Kansas City Attack | 1993, 1997                   |
| 1     | Chicago Power      | 1991                         |
| 1     | Detroit Rockers    | 1992                         |
| 1     | St. Louis Ambush   | 1995                         |